# 決まり字
決まり字（きまりじ）とは、百人一首で札の取り合いをする際に、そこまで読まれればその札だと確定できるという部分である。仮名文字単位で、1字決まり、2字決まり、……と数える。
特に、札を取る早さを求められる競技かるたでは、決まり字の把握は必要不可欠である。

## 概要
競技かるたで用いる小倉百人一首で、例えば「い」で始まる札が3枚ある。
- いにしへの
- いまはただ
- いまこむと

そのため、決まり字はそれぞれ、「いに」「いまは」「いまこ」となる。
しかし、競技が進むにつれて、読まれた札は考慮外になるので、この決まり字が変化する。もし「いまこ」が読まれると、それまで「いまは」だった決まり字は「いま」になる。そして、さらに「いに」が読まれると、「いま」だった決まり字は「い」となる。

## 大山札
第一句まで読まれても決まり字が分からない札、すなわち決まり字が6字以上の札を、特に大山札（おおやまふだ）と呼び、小倉百人一首では6字決まりの3組6枚がある。
- 「きみがためは」「きみがためお」
- 「わたのはらや」「わたのはらこ」
- 「あさぼらけあ」「あさぼらけう」

## 決まり字一覧
※太字までが決まり字

### 1枚札
かるたを取るときに、上の句の最初の1文字目で取れる札。最初の文字を取って「む・す・め・ふ・さ・ほ・せ」と覚えると、効率よく覚えられる。
- むらさめの：寂蓮法師
- すみのえの：藤原敏行朝臣
- めぐりあひて：紫式部
- ふくからに：文屋康秀
- さびしさに：良暹法師
- ほととぎす：後徳大寺左大臣
- せをはやみ：崇徳院

### 2枚札
冒頭の1文字で2首まで限定できる札。「う・つ・し・も・ゆ」と覚える。
- う
  - うかりける：源俊頼朝臣
  - うらみわび：相模
- つ
  - つきみれば：大江千里
  - つくばねの：陽成院
- し
  - しのぶれど：平兼盛
  - しらつゆに：文屋朝康
- も
  - ももしきや：順徳院
  - もろともに：前大僧正行尊
- ゆ
  - ゆうされば：大納言経信
  - ゆらのとを：曽禰好忠

### 3枚札
冒頭の1文字で3首まで限定できる札。「い・ち・ひ・き」と覚える。
- い
  - いにしえの：伊勢大輔
  - いまこんと：素性法師
  - いまはただ：左京大輔道雅
- ち
  - ちはやぶる：在原業平朝臣
  - ちぎりきな：清原元輔
  - ちぎりおきし：藤原基俊
- ひ
  - ひさかたの：紀友則
  - ひとはいさ：紀貫之
  - ひともおし：後鳥羽院
- き
  - きりぎりす：後京極摂政前太政大臣
  - きみがためはるののにいでて：光孝天皇（大山札）
  - きみがためおしからざりし：藤原義孝（大山札）

### 4枚札
冒頭の1文字で4首まで限定できる札。「は・や・よ・か」と覚える。
- は
  - はるすぎて：持統天皇
  - はるのよの：周防内侍
  - はなのいろは：小野小町
  - はなさそう：入道前太政大臣
- や
  - やえむぐら：恵慶法師
  - やすらわで：赤染衛門
  - やまがわに：春道列樹
  - やまざとは：源宗于朝臣
- よ
  - よをこめて：清少納言
  - よもすがら：俊恵法師
  - よのなかよ：皇太后宮大夫俊成
  - よのなかは：鎌倉右大臣
- か
  - かくとだに：藤原実方朝臣
  - かささぎの：中納言家持
  - かぜそよぐ：従二位家隆
  - かぜをいたみ：源重之

### 5枚以上
- み（5枚）
  - みせばやな：殷富門院大輔
  - みちのくの：河原左大臣
  - みよしのの：参議雅経
  - みかきもり：大中臣能宣朝臣
  - みかのはら：中納言兼輔
- た（6枚）
  - たかさごの：権中納言匡房
  - たごのうらに：山部赤人
  - たちわかれ：中納言行平
  - たれをかも：藤原興風
  - たまのおよ：式子内親王
  - たきのおとは：大納言公任
- こ（6枚）
  - これやこの：蝉丸
  - こいすちょう：壬生忠見
  - こぬひとを：権中納言定家
  - このたびは：菅家
  - こころあてに：凡河内躬恒
  - こころにも：三条院
- お（7枚）
  - おくやまに：猿丸大夫
  - おぐらやま：貞信公
  - おとにきく：祐子内親王家紀伊
  - おもいわび：道因法師
  - おおえやま：小式部内侍
  - おおけなく：前大僧正慈円
  - おおことの：中納言朝忠
- わ（7枚）
  - わびぬれば：元良親王
  - わがいおは：喜撰法師
  - わがそでは：二条院讃岐
  - わすれじの：儀同三司母
  - わすらるる：右近
  - わたのはらこぎいでてみれば：法性寺入道前関白太政大臣（大山札）
  - わたのはらやそしまかけて：参議篁（大山札）
- な（8枚）
  - なつのよは：清原深養父
  - なげけとて：西行法師
  - なげきつつ：右大将道綱母
  - ながらえば：藤原清輔朝臣
  - ながからん：待賢門院堀河
  - なにしおわば：三条右大臣
  - なにはえの：皇嘉門院別当
  - なにはがた：伊勢
- あ（16枚）
  - あしびきの：柿本人麻呂
  - あいみての：権中納言敦忠
  - あけぬれば：藤原道信朝臣
  - あわじしま：源兼昌
  - あわれとも：謙徳公
  - あらしふく：能因法師
  - あらざらん：和泉式部
  - あきのたの：天智天皇
  - あきかぜに：左京大夫顕輔
  - あまつかぜ：僧正遍昭
  - あまのはら：阿倍仲麻呂
  - ありまやま：大弐三位
  - ありあけの：壬生忠岑
  - あさじゅうの：参議等
  - あさぼらけありあけのつきと：坂上是則（大山札）
  - あさぼらけうじのかわぎり：権中納言定頼（大山札）

## 決まり字より前に取れる場合
競技かるたのルールとして、取るべき札と同じ陣（自陣にあれば自陣、敵陣は敵陣）にある札に触れてもお手つきにならないというルールがある。そのため、同じ陣に「いに」「いまは」「いまこ」の3枚ともがある場合には、その全てを「い」の段階で取ることができる。同様に、例えば「きみがためは」と「きみがためお」が同じ陣にあれば「きみ」で取ることができる。

## 下の句の決まり字
上の句と同様に下の句にも決まり字がある。上の句との違いは、上の句は音を基準にするのに対し下の句は表記を基準に判断することである。また、上級者にもなると下の句は決まり字ではなく札の形状で覚えている人が多いので、下の句の決まり字は読んで確かめる初心者向けの判断方法である。